# 4985 Fitzsimmons
4985 Fitzsimmons è un asteroide della fascia principale. Scoperto nel 1979, presenta un'orbita caratterizzata da un semiasse maggiore pari a 3,2494890 UA e da un'eccentricità di 0,1484860, inclinata di 0,82223° rispetto all'eclittica.
L'asteroide è dedicato all'astronomo britannico Alan Fitzsimmons.